# Ŋ
Ŋ [eng/äng] (gemenform: ŋ) är en latinsk bokstav i bland annat flera samiska och afrikanska språk, samt i internationella fonetiska alfabetet (IPA). Den används för att representera en velar nasal (/ng/), såsom uttalet av N:et i ”enkel” eller NG:et i ”engelska”.

## Fonter
Gemenformen ŋ ser ut som ett n vars högra ben fortsätter ner i en krok. Versalformen har två olika utseenden; antingen som ett versalt N med en krok eller som en förstorad variant av ett gement ŋ. Den förra varianten föredras i samiska språk och den senare de flesta i afrikanska. På svenska används den sällan, med exempelvis i Sagan om Didrik af Bern av Gunnar Olof Hyltén-Cavallius från 1854.

Font med krokat versalt N som versal.
Font med krokat gement n som versal.

Äldre tryckpressar, som saknade ett tecken för ŋ, kunde ibland ersätta det med ett G som roterats 180° eller med ett grekiskt η eta.